# سیلورستون تکنولوژی
سیلورستون تکنولوژی (انگلیسی: SilverStone Technology) شرکت سخت‌افزار تایوانی است، که در سال ۲۰۰۳ تأسیس شد.